# Sautar
Sautar, por vezes equivocadamente grafada como Saltar, é uma vila e comuna angolana que se localiza na província de Malanje, pertencente ao município de Quirima.